# Der Barmherzige mit den schnellen Fäusten
Der Barmherzige mit den schnellen Fäusten (Originaltitel Sentivano… uno strano, eccitante, pericoloso puzzo di dollari) ist ein komödiantischer Italowestern, der von der Samy Cinematografica 1973 produziert wurde. Die deutschsprachige Erstaufführung erfolgte erst 1998 im Kabelfernsehen.

## Inhalt
Kopfgeldjäger Bud „Charity“ Jenkins wird von der Regierung angeheuert, um den Versand von einer Million Dollar für den Eisenbahnbau zu sichern. Bankier und Boss der Stadt Gila City, Mister Costello, plant jedoch, das Geld in die eigene Tasche zu stecken. Dazu gesellt sich ein Galgenstrick, der sich als Priester ausgibt (und einen sprechenden Papagei namens George Washington sein Eigen nennt); zusätzlich taucht auch Costellos atemberaubende, aber keusche Schwester Maria in der Stadt auf. All das verkompliziert die Dinge ein wenig...

## Kritik
Schlechte Kritiken aufgrund der schlichten Machart des Filmes gab es bei Christian Keßler: „Der Humor des Filmes geht auf keine Kuhhaut, wie bei so vielen billigen Westernkomödien… Wenn man im deutschen Fernsehen schon Western ausgräbt, sollte man sich doch besser an Qualitätsware halten.“ ebenso wie bei Italowestern-Spezialist Tom Betts, der süffisant urteilt: „Noch ein Klamaukwestern mit sprechendem Papagei - da muss man nicht noch mehr sagen…“ sowie dem Lexikon des internationalen Films, das eine „(b)elanglose, formal wie inhaltlich hoffnungslos veraltete Italowestern-Komödie“ sah.